# Egina (mitologia)
Egìna (in greco antico: Αἴγινα?, Àighina) è un personaggio della mitologia greca. È una ninfa naiade eponima dell'isola di Egina.

## Genealogia
Figlia di Asopo e Metope fu madre di Eaco avuto da Zeus, Damocrateia avuta da Zeus e di Menezio avuto da Attore.

## Mitologia
Nacque e crebbe a Filo e per la sua bellezza Zeus si trasformò in un'aquila per rapirla. Fu cercata dal padre Asopo che si spinse fino a Corinto, dove seppe da Sisifo chi fosse il rapitore. 

Zeus respinse Asopo lanciando i suoi fulmini e portò Egina sull'isola chiamata Enone (oppure Enopia), che in seguito prese il nome di Egina. 

Era (la moglie di Zeus) per gelosia devastò l'isola inviando una piaga che uccise gli abitanti dell'isola e Zeus, di conseguenza, ripopolò l'isola trasformando le formiche in uomini ed è per questo che i suoi abitanti furono chiamati Mirmidoni (da μύρμηξ mỳrmēx, "formica").
Igino scrive che fu portata sull'isola di Delo e che fu lì che rimase incinta di Eaco. Inoltre aggiunge che Era mandò un serpente che avvelenò l'acqua in modo da uccidere chiunque la bevesse. Igino scrive anche che fu Eaco a chiedere a Zeus nuovi uomini per la difesa e che per questo che le formiche furono trasformate in uomini. 

Igino conclude dicendo che quell'isola ha il nome di Egina.